# Leon Selph
Leon „Pappy“ Selph (* 7. April 1914 in Houston; † 1999 ebenda) war ein amerikanischer Musiker (Fiddle, Gesang) und Bandleader des Western Swing.

## Leben und Wirken
Selph spielte ab sieben Jahren Geige und hatten klassischen Geigenunterricht am Columbia Conservatory in Houston. Seine Studien schloss er 1928 und trat mit 14 Jahren mit dem Houston Youth Symphony auf. 1931 wurde er Mitglied von  W. Lee O'Daniel's Light Crust Doughboys. Sein Hauptanliegen war, die Musiker der Doughboys, die keine Noten lesen konnten, zu unterrichten; einer seiner Schüler war Bob Wills. In dieser Zeit erhielt Selph Gelegenheit, Musiker, die in der Grand Ole Opry spielten, zu unterrichten, und wechselte daher häufig von Fort Worth und Nashville; er trat auch selbst in der Opry auf („Orange Blossom Special“).
In Waco stieß er zu Bob Wills, als dieser die Texas Playboys gründete; als Wills mit der Band 1934 nach Tulsa zog, kehrte er nach Houston zurück und gründete seine eigene Band, die Blue Ridge Playboys. In dieser Gruppe spielten u. a. Floyd Tillman, Moon Mullican, Ted Daffan, Bob Dunn und Cliff Bruner. Er erhielt Mitte der 1930er-Jahre einen Plattenvertrag bei Columbia Records und hatte regionalen Erfolg mit Titeln wie „Give Me My Dime Back“ (den Selph selbst komponierte), „Florine“ (1941, mit Gus Plant und Freddie Courtney) und dem Klassiker „Orange Blossom Special“. In den folgenden Jahren bis zum Zweiten Weltkrieg hatten die Blue Ridge Playboys eine eigene, landesweit ausgestrahlte Radioshow beim Sender KPRC in Houston.
Selph diente im Zweiten Weltkrieg bei der US-Navy als Feuerwehrmann; nach Kriegsende kehrte er nach Houston zurück und arbeitete in den folgenden dreißig Jahren beim Houston Fire Department, ab 1955 im Rang eines Captain. Nach seiner Pensionierung 1972 gründete er eine Band, mit der er in der Sowjetunion und als Kulturbotschafter des amerikanischen State Department tätig war. Die Stadt Houston erklärte ihm zu Ehren den 9. Juni 1991 zum Leon Pappy Selph Appreciation Day; 1996 wurde er in die Texas Western Swing Hall of Fame aufgenommen.

## Diskographische Hinweise
- Stompin' at the Honky Tonk: Western Swing In Houston 1936-1941 (Kompilation, String Records, ed. 1971)